# Franciszek Białokur

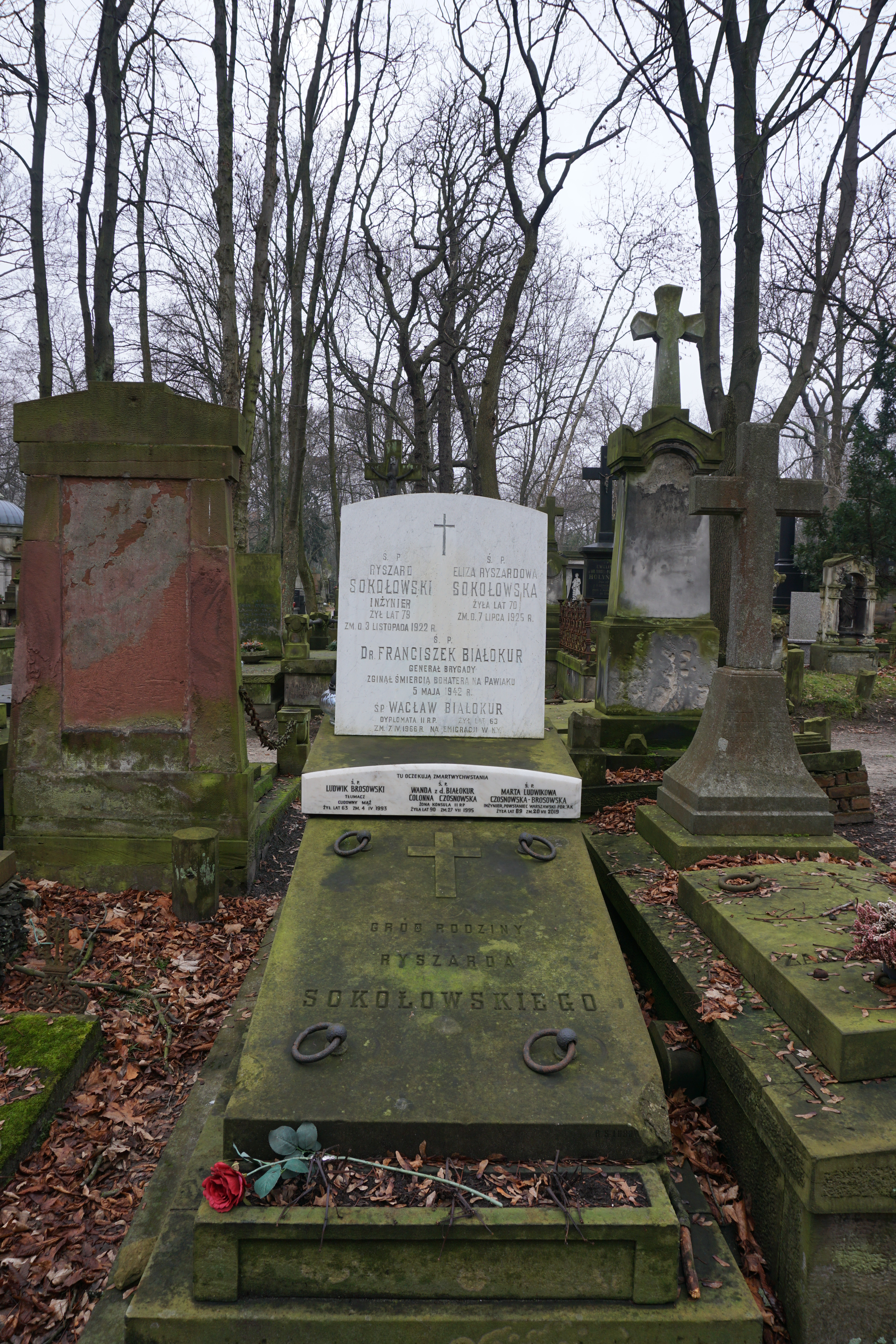
Grób Franciszka Białokura na cmentarzu Powązkowskim

Franciszek Białokur (ur. 29 stycznia 1869 w Fedorówce, zm. 5 maja 1942 w Warszawie) – doktor medycyny, tytularny generał brygady Wojska Polskiego.

## Życiorys
Urodził się we wsi Fedorówka, w gminie Antoniny ówczesnego powiatu zasławskiego guberni wołyńskiej, w rodzinie Piotra i Faustyny z Dergimanów. Kształcił się  w Warszawie. W 1897 ukończył studia. W 1914 powołany do służby wojskowej w armii rosyjskiej - pełnił służbę w Jałcie. Radca stanu z 1915. 
W grudniu 1918 przyjęty został do Wojska Polskiego, w stopniu kapitana, i wyznaczony został na stanowisko ordynatora w Szpitalu Ujazdowskim. 7 lutego 1920 przeniesiony został do garnizonu Kowel na stanowisko zastępcy komendanta Szpitala Wojskowego i zastępcy szefa sanitarnego Ekspozytury Kowel. 24 czerwca 1920 roku został zatwierdzony z dniem 1 kwietnia 1920 roku w stopniu podpułkownika, w Korpusie Lekarskim, w grupie oficerów byłych Korpusów Wschodnich i byłej armii rosyjskiej.
3 maja 1922 roku został zweryfikowany w stopniu pułkownika ze starszeństwem z 1 czerwca 1919 roku i 63. lokatą w korpusie oficerów sanitarnych, grupa lekarzy, a jego oddziałem macierzystym była Kompania Zapasowa Sanitarna Nr 1. W 1923 roku był komendantem Szpitala Okręgowego Nr VIII w Toruniu, pozostając oficerem nadetatowym 8 Batalionu Sanitarnego w Toruniu. Od 1924 naczelny lekarz Oficerskiej Szkoły Inżynierii w Warszawie. 8 lutego 1926 roku Prezydent RP Stanisław Wojciechowski nadał mu z dniem 30 kwietnia 1926 roku stopień generała brygady, wyłącznie z prawem do tytułu, a Minister Spraw Wojskowych generał broni Lucjan Żeligowski przeniósł go w stan spoczynku z dniem 30 kwietnia 1926 roku. 
Praktykował w Wilnie i w Warszawie. 
Podczas okupacji hitlerowskiej działał razem z żoną w komórce „Iko” Komendy Głównej Armii Krajowej w Warszawie. Aresztowani w kwietniu 1942  przez Niemców, osadzeni na Pawiaku. Zamordowany 5 maja 1942 roku po torturach. Żona Anna Białokurowa popełniła samobójstwo. Pochowany na cmentarzu Powązkowskim, kwatera 31-5-29.
Franciszek Białokur był żonaty z Matyldą Sokołowską, z którą miał troje dzieci: Witolda (1898–1939) lekarza, Wacława (1903–1966) dyplomatę i Wandę Elizę (ur. 1904). W 1925 roku, po śmierci żony, generał zawarł związek małżeński z nauczycielką Anną Gilewicz (1897–1942).
10 listopada 1923 roku w Warszawie Wanda Eliza Białokur zawarła związek małżeński z Wacławem Czosnowskim (ur. 8 października 1897 roku), porucznikiem rezerwy kawalerii ze starszeństwem z 1 czerwca 1919 roku, w 1923 roku przydzielonym do 26 Pułku Ułanów Wielkopolskich.